# Fire & skill: The Songs of The Jam
IFire & Skill: The Songs of The Jam es un álbum tributo y compilado de canciones de la banda inglesa The Jam interpretadas por diferentes bandas. Producido por Simon Halfon y lanzado en noviembre de 1999 por el sello Ignition Records.

## Listado de canciones
1. "Carnation" (Liam Gallagher & Steve Cradock).
2. "Start!" (Beastie Boys).
3. "That's Entertainment" (Reef).
4. "The Gift" (Heavy Stereo).
5. "Art School" (Silver Sun).
6. "English Rose" (Everything but the Girl).
7. "Going Underground" (Buffalo Tom).
8. "The Butterfly Collector" (Garbage).
9. "The Modern World" (Ben Harper).
10. "Town Called Malice" (Gene).
11. "To Be Someone" (Noel Gallagher).
- Datos: Q109312362